# Eerste Kamerverkiezingen 2003
De Eerste Kamerverkiezingen 2003 waren reguliere Nederlandse verkiezingen voor de Eerste Kamer der Staten-Generaal. Zij vonden plaats op 26 mei 2003.
Bij deze verkiezingen kozen de leden van Provinciale Staten - die op 11 maart 2003 bij de Statenverkiezingen gekozen waren - een nieuwe Eerste Kamer.
De leden van de Eerste Kamer werden op 10 juni 2003 geïnstalleerd. De zittingstermijn eindigde op 11 juni 2007.

## Deelnemende partijen
| Lijstnr. | Partij                                  | Lijsttrekker                      |
| -------- | --------------------------------------- | --------------------------------- |
| 1        | Christen-Democratisch Appèl             | Yvonne Timmerman-Buck             |
| 2        | Volkspartij voor Vrijheid en Democratie | Nicolien van den Broek-Laman Trip |
| 3        | Partij van de Arbeid                    | Johan Stekelenburg                |
| 4        | GroenLinks                              | Diana de Wolff                    |
| 5        | Democraten 66                           | Eddy Schuyer                      |
| 6        | Socialistische Partij                   | Tiny Kox                          |
| 7        | Staatkundig Gereformeerde Partij        | Gerrit Holdijk                    |
| 8        | Onafhankelijke Senaatsfractie           | Henk ten Hoeve                    |
| 9        | Lijst Pim Fortuyn                       | Bob Smalhout                      |
| 10       | ChristenUnie                            | Egbert Schuurman                  |

De nummering werd vastgesteld op basis van de behaalde stemmen bij de Eerste Kamerverkiezingen van 1999. ChristenUnie (ontstaan in 2001 uit een fusie van RPF en GPV) en Lijst Pim Fortuyn (ontstaan in 2002) waren partijen die voor het eerst meededen aan de Eerste Kamerverkiezingen. Hun lijstnummer werd toegekend na loting.

## Kiezen en gekozen worden
Iedereen die over de Nederlandse nationaliteit beschikte, de leeftijd van achttien jaar had bereikt en niet was uitgesloten van het kiesrecht had het recht om gekozen te worden in de Eerste Kamer. In tegenstelling tot bij de gemeenteraadsverkiezingen was ingezetenenschap niet vereist. Net als bij de Tweede Kamerverkiezingen konden ook buiten Nederland wonende Nederlanders zich verkiesbaar stellen.
| Provincie     | Statenleden | Inwoners  | Stemwaarde |
| ------------- | ----------- | --------- | ---------- |
| Zuid-Holland  | 83          | 3.439.913 | 414        |
| Noord-Holland | 83          | 2.572.809 | 310        |
| Noord-Brabant | 79          | 2.400.164 | 304        |
| Gelderland    | 75          | 1.960.384 | 261        |
| Utrecht       | 63          | 1.152.357 | 183        |
| Limburg       | 63          | 1.142.009 | 181        |
| Overijssel    | 63          | 1.100.728 | 175        |
| Friesland     | 55          | 640.060   | 116        |
| Groningen     | 55          | 573.225   | 104        |
| Drenthe       | 51          | 481.472   | 94         |
| Zeeland       | 47          | 378.163   | 80         |
| Flevoland     | 47          | 351.558   | 75         |

## Uitslag
De officiële uitslag werd op 28 mei 2003 in een openbare zitting door de Kiesraad vastgesteld en bekendgemaakt. Deze uitslag werd op 5 juni 2003 in een openbare zitting opnieuw vastgesteld.
| Partij                                  | 1999    | 1999 | 1999   | 2003    | 2003 | 2003   | +/−  | +/−    |
| Partij                                  | #       | %    | zetels | #       | %    | zetels | ppt. | zetels |
| --------------------------------------- | ------- | ---- | ------ | ------- | ---- | ------ | ---- | ------ |
| Christen-Democratisch Appèl             | 40.541  | 25,7 | 20     | 46.848  | 29,0 | 23     | +3,3 | +3     |
| Partij van de Arbeid                    | 30.976  | 19,7 | 15     | 40.613  | 25,1 | 19     | +5,4 | +4     |
| Volkspartij voor Vrijheid en Democratie | 39.809  | 25,3 | 19     | 31.026  | 19,2 | 15     | −6,1 | −4     |
| GroenLinks                              | 16.256  | 10,3 | 8      | 10.866  | 6,7  | 5      | −3,6 | −3     |
| Socialistische Partij                   | 4.801   | 3,0  | 2      | 8.551   | 5,3  | 4      | +2,3 | +2     |
| Democraten 66                           | 8.542   | 5,4  | 4      | 7.087   | 4,4  | 3      | −1,0 | −1     |
| ChristenUnie                            | 7.307   | 4,6  | 4      | 4.960   | 3,1  | 2      | −1,5 | −2     |
| Staatkundig Gereformeerde Partij        | 4.281   | 2,7  | 2      | 4.695   | 2,9  | 2      | +0,2 | 0      |
| Lijst Pim Fortuyn                       | -       | -    | -      | 4.124   | 2,6  | 1      | +2,6 | +1     |
| Onafhankelijke Senaatsfractie           | 3.880   | 2,5  | 1      | 2.874   | 1,8  | 1      | −0,7 | 0      |
| overige partijen in 1999                | 1.160   | 0,7  | 0      | -       | -    | -      | −0,7 | 0      |
| Totaal                                  | 157.553 | 100  | 75     | 161.644 | 100  | 75     | 0    | 0      |

### Gekozenen
Bij deze verkiezingen waren alle 75 leden aftredend, van wie 39 herkozen werden.
Onderstaand volgen enkele bijzonderheden: 
- Zes leden werden met doorbreking van de lijstvolgorde met voorkeurstemmen gekozen: Ger Biermans, Fred de Graaf, Jan van Heukelum, Elsabe Kalsbeek-Schimmelpenninck van der Oye, Niek Ketting en Cees van den Oosten, allen op de lijst van de VVD.

- Op Rob Hessing werden op de lijst van de LPF meer stemmen uitgebracht dan op de lijsttrekker, Bob Smalhout. Smalhout had echter al voor de verkiezingen aangegeven een eventuele benoeming niet te aanvaarden.

- Karla Peijs werd gekozen op de lijst van het CDA. Zij aanvaardde haar benoeming niet vanwege haar benoeming als bewindspersoon in het kabinet-Balkenende II. In haar plaats werd vervolgens Alis Koekkoek benoemd verklaard.

*1850 · 1853 · 1856 · 1859 · 1862 · 1865 · 1868 · 1871 · 1874 · 1877 · 1880 · 1883 · *1884 · 1887 (I) · *1887 (II) · *1888 · 1890 · 1893 · 1896 · 1899 · 1902 · *1904 · 1907 · 1910 · 1913 · 1916 · *1917 · 1919 · *1922 · *1923 · 1926 · 1929 · 1932 · 1935 · *1937 · *1946 · *1948 · 1951 · *1952 · 1955 · *1956 (I) · *1956 (II) · 1960 · *1963 · 1966 · 1969 · *1971 · 1974 · 1977 · 1980 · *1981 · *1983 · *1986 · 1987 · 1991 · 1995 · 1999 · 2003 · 2007 · 2011 · 2015 · 2019 · 2023

* algemene verkiezingen in verband met vervroegde ontbinding van de Eerste Kamer

vanaf 1987 bedraagt de vaste zittingstermijn van de Eerste Kamer vier jaar